# Marta Esteban Poveda
Marta Esteban Poveda (València, 6 de novembre de 1982) és una atleta internacional valenciana especialista en llarga distància.
Establerta a Burjassot, és professional de la medicina i ha aconseguit importants èxits esportius en la marató, com la novena millor marca espanyola de tots els temps en marató femenina que va aconseguir en 2016 a la Marató de València amb una marca de 2:30.47. Aquest temps li va suposar la mínima marca per a participar en el Campionat del Món d'atletisme de 2017, on va aconseguir el primer lloc entre les espanyoles, i el quart lloc entre totes les europees.
L'octubre de 2017 la Generalitat Valenciana va concedir-li la Distinció de la Generalitat Valenciana al Mèrit Esportiu.

## Historial Internacional
- 2017 Campionat del Món de Marató a Londres, 21ª amb 2:33:37[1]
- 2017 Copa d'Europa de 10.000 m a Minsk, 6ª (final B) amb 34:10.42[5]
- 2016 Campionat del Món de Mitja Marató a Cardiff, 64ª amb 1:16:52[1]